# Cartagena Fútbol Sala
El Cartagena Fútbol Sala, conocido por motivos de patrocinio como Jimbee Cartagena, es un equipo español de fútbol sala situado en Cartagena (Región de Murcia),  fundado en  2014  tras cerrar un traspaso de competencias culminando con la desaparición del Futsal Cartagena y que actualmente compite en la Primera División de fútbol sala.

## Historia

### Fundación
Una vez llevada a efecto la desaparición del Futsal Cartagena, Plásticos Romero –patrocinador principal– apostó por crear un nuevo equipo que heredase la categoría –Segunda División– y los jugadores. Negociaron con la Liga Nacional de Fútbol Sala, que valoró varias propuestas para dar definitivamente la plaza al nuevo Plásticos Romero Cartagena FS, tras abonar 20.000 euros de fondo de previsión, fianza e inscripción en la competición.

## Cuerpo Técnico
- Entrenador: Juan Carlos Guillamón (2ª Temporada)
- 2º Entrenador y preparador físico: Antonio Juan Meroño (4ª Temporada)
- Delegado y preparador de porteros: Manuel Granados (1ª Temporada)
- Auxiliar del club y preparador de porteros: Jesús Alberto Dorado Aparicio (3ª Temporada)
- Auxiliar del club: Juan González Sánchez (4ª Temporada)
- Fisioterapeuta: María Ángeles Sánchez (2ª Temporada)
- Nutricionista: Francisco Miguel Celdrán de Haro (2ª Temporada)

## Trayectoria
| Temporada | División         | Posición | Playoff por la liga | Copa de España |
| --------- | ---------------- | -------- | ------------------- | -------------- |
| 2014-15   | Segunda División | 9        |                     |                |

- A partir de la temporada 2011/2012 la División de Honor pasa a denominarse Primera División por motivos federativos.

- 0 temporadas en Primera División
- 1 temporadas en Segunda División
- 0 temporadas en Segunda División B